# Jenna Russell
Jenna Russell (Paddington, Londres, 5 de octubre de 1967) es una cantante y actriz británica de teatro, cine y televisión.
Ha recibido diversos reconocimientos en el ámbito teatral, entre ellos el Premio Laurence Olivier en la categoría mejor actriz en un musical el 2007 por su rol en la obra Sunday In The Park With George estrenada en el Wyndham's Theatre, mientras al año 2006 recibió una nominación al mismo galardón y categoría por su trabajo en Guys And Dolls montada en el Piccadilly Theatre y en 2014 por Merrily We Roll Along estrenada en el Harold Pinter Theatre. Adicionalmente, fue nominada en 2008 al Premio Tony a la mejor actriz principal en un musical por Sunday in the Park with George.

## Premios y nominaciones
| Año  | Premio                  | Categoría                            | Trabajo                        | Resultado | refs  |
| ---- | ----------------------- | ------------------------------------ | ------------------------------ | --------- | ----- |
| 2006 | Premio Laurence Olivier | Mejor actriz en un musical           | Guys And Dolls                 | Nominada  | [ 1 ] |
| 2007 | Premio Laurence Olivier | Mejor actriz en un musical           | Sunday In The Park With George | Ganadora  | [ 1 ] |
| 2008 | Premio Tony             | Mejor actriz principal en un musical | Sunday In The Park With George | Nominada  | [ 4 ] |
| 2008 | Theatre World Award     | Mejor actriz en un musical           | Sunday In The Park With George | Ganadora  | [ 6 ] |
| 2008 | Premios Drama Desk      | Actriz destacada en un musical       | Sunday In The Park With George | Nominada  | [ 7 ] |
| 2014 | Premio Laurence Olivier | Mejor actriz en un musical           | Sunday in the Park with George | Nominada  | [ 3 ] |